# Külön asztalok
A Külön asztalok (eredeti címe: Separate Tables) egy 1958-as amerikai romantikus filmdráma, amelyet Delbert Mann rendezett. A film alapjául Terence Rattigan azonos című drámája szolgált. A produkció főszerepében Rita Hayworth, Deborah Kerr, Burt Lancaster, David Niven és Wendy Hiller.
A Külön asztalok 1958. december 18-án debütált az Egyesült Államokban. Magyarországon először 1964. március 26-án vetítették. A film két Oscar-díjat és egy Golden Globe-díjat nyert.

## Cselekmény
Az angol tengerparti üdülőhelyen, Bournemouthban található "Beauregard" nevű kis szállodában különböző emberek találkoznak a téli szezonban, akik menedéket keresnek a magány elől. Köztük van a szerény Sibyl és uralkodó anyja, Mrs. Railton-Bell, aki megtiltja, hogy lánya és az idősödő Pollock őrnagy között bármilyen kapcsolat legyen. Utóbbi összebarátkozott a félénk Sibyllel, és nem hagyja ki az alkalmat, hogy dicsekedjen kiváló iskolai tanulmányaival és katonai karrierjével. Az egykori tanárt, Mr. Fowlert nem győzik meg Pollock történetei, de ő és a cinikus magányos Miss Meacham is megtűri az őrnagyot, mint régi szállóvendéget; akárcsak az író John Malcolm, aki alkoholba próbálja fojtani a múltját, és viszonyt kezdett a patent szállodatulajdonos Miss Cooperrel.
Egy este új vendég érkezik Ann Shankland, volt modell és John exfelesége személyében. Miss Cooper kételkedik Johnnal való kapcsolatában, de a férfi biztosítja őt arról, hogy minél hamarabb feleségül akarja venni. Ann azt állítja, hogy közös barátaik meséltek neki John szorult helyzetéről, és ő úgy döntött, hogy felajánlja neki anyagi segítségét. John ebből nem kér, és Annt hibáztatja kapcsolatuk kudarcáért.
Miközben Pollock őrnagy idegesen lapozgatja az esti újságokat, a gyanakvó Mrs Railton-Bell barátnőjével, Lady Gladys Mathesonnal együtt átnézi azt az újságot, amit Pollock rejtegetni próbál. Végül találnak egy cikket egy nemrég történt filmszínházi incidensről, amelyben Pollock őrnagy megpróbált illetlen módon megérinteni egy nőt. Ráadásul kiderül, hogy Pollock nem őrnagy, hanem csak hadnagy volt, és állítólagos háborús hőstettei nem igazak. Mrs Railton-Bell így elérkezettnek látja az esélyt, hogy a cikk segítségével egyszer s mindenkorra megszabaduljon Pollocktól, és kidobassa a szállodából. Ennek érdekében gyűlést szervez a szálloda összes vendégének, hogy szavazzanak Pollock maradásáról, de a szavazás megoszlik. Amikor Sibyl visszatér, ragaszkodik ahhoz, hogy megtudja a gyűlés okát, és végül elolvassa a cikket, sokkos állapotba kerül.
Később Ann és John a szálloda teraszán találkoznak, habár ismét vitába kezdenek, mégis újra közelebb kerülnek egymáshoz. A kibontakozó románcot John bizalmatlansága töri meg, aki még mindig nem hisz Ann-nek. A férfi nyakon ragadja, és arra kényszeríti, hogy mondja el neki az igazat. John végül elhagyja a szállodát. 
Másnap reggel Ann kész elhagyni a szállodát, de csak azután, hogy még egyszer találkozott Johnnal. Közben Pollock üdvözli a még mindig zaklatott Sibyl-t, aki elárulja neki, hogy minden vendég tudomást szerzett a hajlamairól és hazugságairól. Zavartan próbálja megmagyarázni rossz viselkedését az emberektől, különösen a nőktől való beteges félelmével. Kitalált katonai történetei mindig is segítettek neki önbizalmat és tiszteletet szerezni. Amikor a férfi felveti, hogy ő és Sibyl hasonlóan félnek az élettől, a nő elborzad. Titokban azonban rájön, hogy a férfinak igaza van, és továbbra is aggódik érte.
Ann sajnálja Sibyl-t, és megpróbálja megvigasztalni. Amikor John visszatér, azonnal felkeresi Miss Coopert, hogy Ann állapota felől érdeklődjön. John nem szívesen mutat együttérzést Ann iránt, de Miss Cooper végül rávezeti, hogy a válása óta eltelt évek alatt azért volt boldogtalan, mert még mindig szereti Annt. A reggelinél John leül Ann asztalához, és bocsánatot kér a viselkedéséért. A lány könnyes szemmel vallja meg neki, hogy szereti őt, és szüksége van rá. Mindketten rájönnek, hogy nem akarnak egymás nélkül élni.
Ebben a pillanatban érkezik Pollock, hogy utoljára étkezzen a szállodában, ahonnan aztán el akar távozni. A vendégek mind külön asztalnál ülnek. John az első, aki üdvözli őt, őt követi Miss Meacham és Mr Fowler. Amikor Lady Matheson is barátságosan megszólítja Pollockot, Mrs Railton-Bell megkéri Sibyl-t, hogy menjen ki vele a szobából. Sibyl azonban minden nehézség ellenére visszautasítja, és életében először szembeszáll anyja akaratával, amikor beszélgetésbe kezd Pollockkal. A figyelemfelkeltésen felbátorodva Pollock úgy dönt, hogy a szállodában marad.

## Szereplők
| Szerep               | Színész          | Magyar hangja             | Magyar hangja                | Magyar hangja          |
| Szerep               | Színész          | 1. magyar szinkron (1973) | 2. magyar szinkron (Duna TV) | 3. magyar szinkron (?) |
| -------------------- | ---------------- | ------------------------- | ---------------------------- | ---------------------- |
| Sibyl Railton-Bell   | Deborah Kerr     | n.a                       | Mics Ildikó                  | n.a                    |
| Ann Shankland        | Rita Hayworth    | Földi Teri                | Kocsis Judit                 | n.a                    |
| Angus Pollock őrnagy | David Niven      | Csákányi László           | Koroknay Géza                | Uri István             |
| Pat Cooper           | Wendy Hiller     | Békés Rita                | Fazekas Zsuzsa               | Sáfár Anikó            |
| John Malcolm         | Burt Lancaster   | Bujtor István             | Kőszegi Ákos                 | Barbinek Péter         |
| Mrs. Railton-Bell    | Gladys Cooper    | n.a                       | Bókai Mária                  | Molnár Zsuzsa          |
| Lady Matheson        | Cathleen Nesbitt | n.a                       | Kassai Ilona                 | n.a                    |
| Mr. Fowler           | Felix Aylmer     | n.a                       | Versényi László              | n.a                    |
| Charles              | Rod Taylor       | n.a                       | Juhász György                | Vári Attila            |
| Jean                 | Audrey Dalton    | n.a                       | Zsigmond Tamara              | Molnár Ilona           |
| Miss Meacham         | May Hallatt      | n.a                       | Illyés Mari                  | Bányai Irén            |
| Doreen               | Priscilla Morgan | n.a                       | Németh Kriszta               | n.a                    |

További magyar hangok: Réti Szilvia, Márton Erzsébet

## Fogadtatás
A film vegyes kritikákat kapott. A Rotten Tomatoeson 67%-os minősítést kapott 18 értékelés alapján. Nicholas Bell az IONCINEMA.COM-tól azt írta: „A Külön asztalok nem egy figyelemre méltó cím a jelentős tehetségek egyikének sem. Bár filmtörténelmileg talán a zseniális Terence Rattigan egyik legértékesebb adaptációjaként áll, történetesen a legszárazabb is.” Clyde Gilmour a Maclean's Magazine-tól azt írta: „Deborah Kerr, akinek szépségét egy megfakult és félénk vénlány mogorva homlokzata rejti, ismét bebizonyítja, hogy ő a nemzetközi filmvászon egyik legjobb színésznője.” Scott Weinberg az Apollo Guide-tól azt írta: „Megható és magával ragadó film, amely (szerencsére) nem zár le mindent egy nagy, buta, happy enddel.”
A MetaCriticen 68 pontot ért el a 100-ból 7 vélemény alapján. Bosley Crowther a The New York Timestól azt írta: „A szereplők itt mindannyian kívülállók - olyan emberek, akik nem igazán tudták saját alkalmatlanságukat és rémületeiket az élet kemény valóságához igazítani. És ezeknek az embereknek a többé-kevésbé ragyogó mértékben történő feltárásában rejlik a kép varázsa és elégedettsége.” Dave Kehr a Readertől azt írta: „Nehéz elhinni, hogy bármi, ami ennyire akadémikus és mesterkélt, valaha nagyszerű filmkészítésnek számított, de nézz csak utána.” John Hartl a The Seattle Timestól azt írta: „Terence Rattigan 1958-as darabjának magányos emberekről szóló, magával ragadó adaptációja [ez a film] egy brit tengerparti szállodában.”
A film pénzügyi teljesítményéről a Box Office Mojón nem található adat.

## Fontosabb díjak és jelölések
| Esemény                         | Díj                    | Kategória                                 | Eredmény |
| ------------------------------- | ---------------------- | ----------------------------------------- | -------- |
| 13. BAFTA-gála                  | BAFTA-díj              | Legjobb brit női főszereplő: Wendy Hiller | Jelölve  |
| 1958-as David di Donatello-gála | David di Donatello-díj | Legjobb külföldi színésznő: Deborah Kerr  | Elnyerte |
| 16. Golden Globe-gála           | Golden Globe-díj       | Legjobb filmdráma                         | Jelölve  |
| 16. Golden Globe-gála           | Golden Globe-díj       | Legjobb férfi főszereplő: David Niven     | Elnyerte |
| 16. Golden Globe-gála           | Golden Globe-díj       | Legjobb női főszereplő: Deborah Kerr      | Jelölve  |
| 16. Golden Globe-gála           | Golden Globe-díj       | Legjobb női mellékszereplő: Wendy Hiller  | Jelölve  |
| 16. Golden Globe-gála           | Golden Globe-díj       | Legjobb rendező                           | Jelölve  |
| 31. Oscar-gála                  | Oscar-díj              | Legjobb film                              | Jelölve  |
| 31. Oscar-gála                  | Oscar-díj              | Legjobb férfi főszereplő: David Niven     | Elnyerte |
| 31. Oscar-gála                  | Oscar-díj              | Legjobb női főszereplő: Deborah Kerr      | Jelölve  |
| 31. Oscar-gála                  | Oscar-díj              | Legjobb női mellékszereplő: Wendy Hiller  | Elnyerte |
| 31. Oscar-gála                  | Oscar-díj              | Legjobb adaptált forgatókönyv             | Jelölve  |
| 31. Oscar-gála                  | Oscar-díj              | Legjobb operatőr                          | Jelölve  |
| 31. Oscar-gála                  | Oscar-díj              | Legjobb eredeti filmzene                  | Jelölve  |
| 1958-as Sant Jordi-gála         | Sant Jordi-díj         | Legjobb külföldi színész: David Niven     | Elnyerte |